# Nógrád vármegyei múzeumok listája

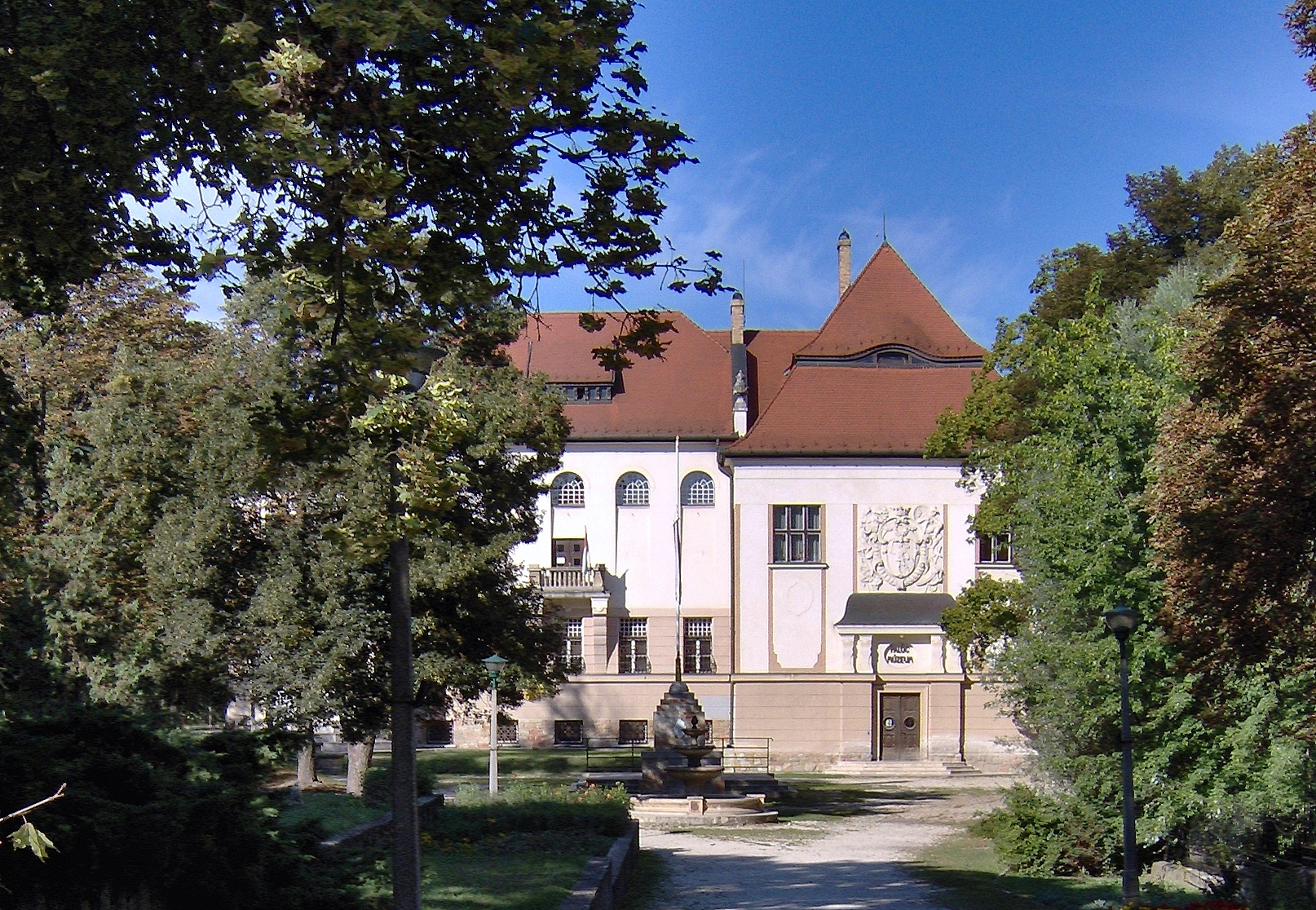
Palóc Múzeum, Balassagyarmat

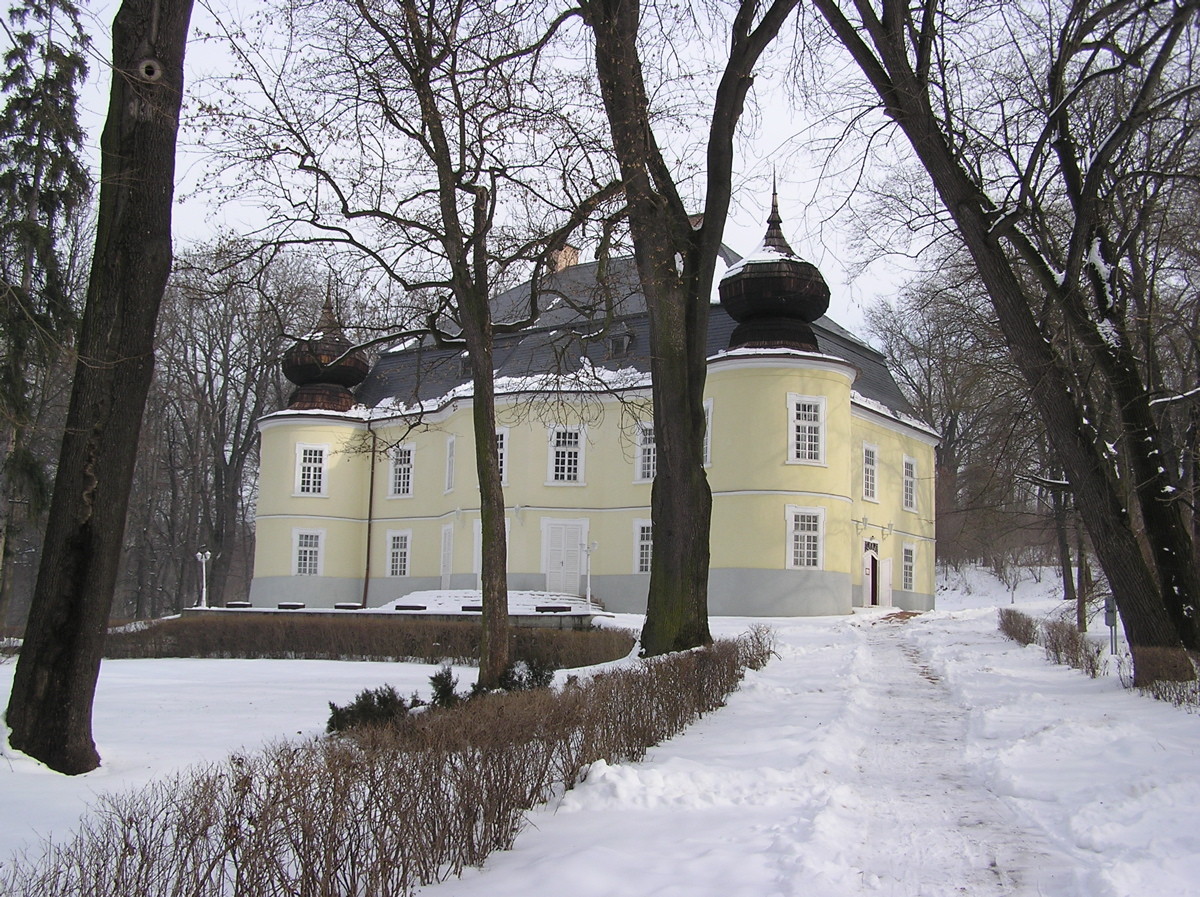
Gyürky–Solymossy-kastély, Bátonyterenye

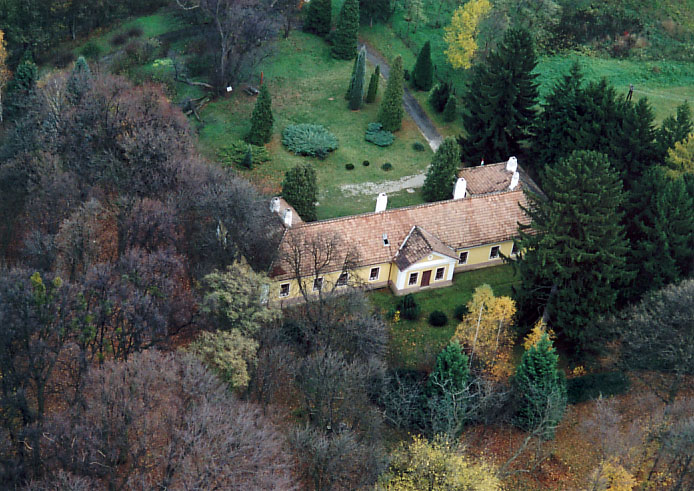
Madách-kúria, Csesztve

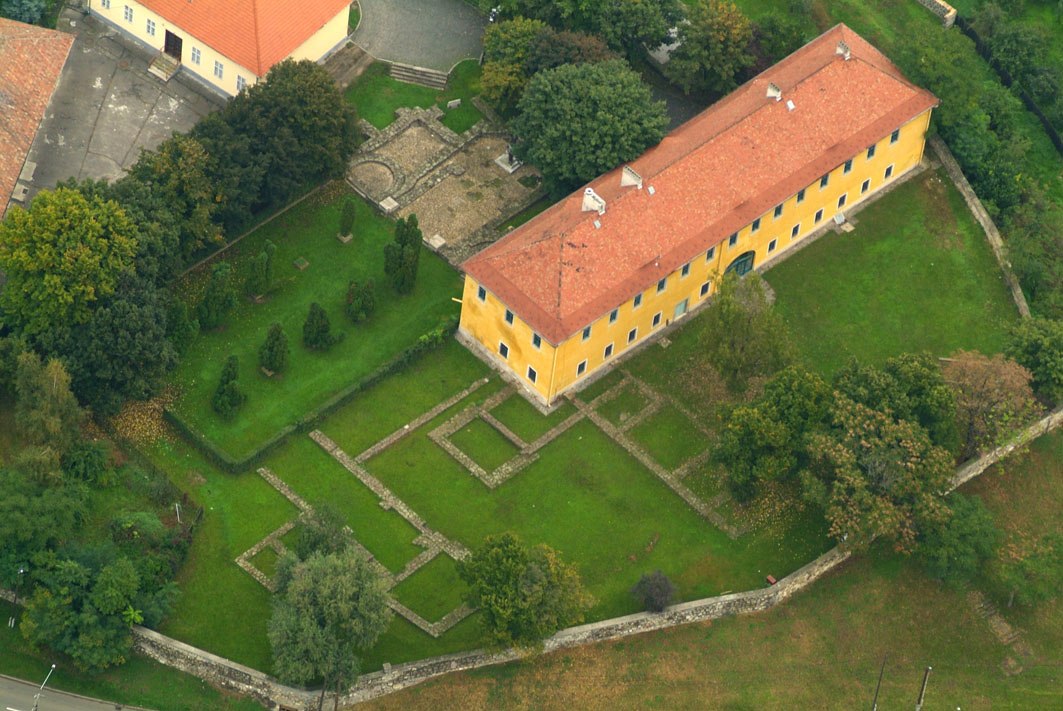
Ciszterci kolostor, Pásztó

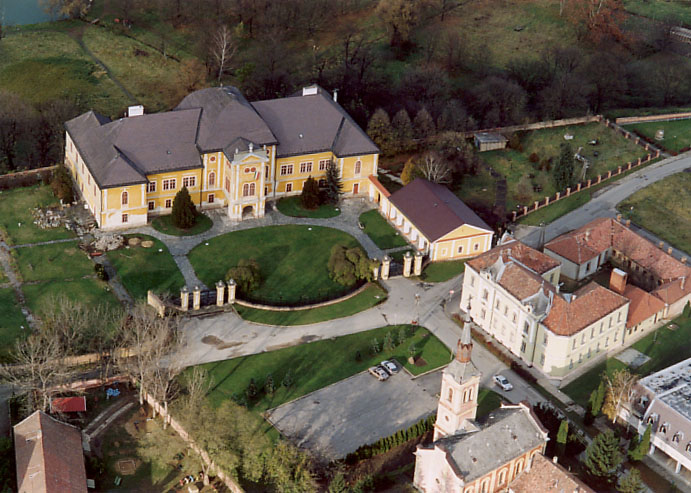
Forgách-kastély, Szécsény

Nógrád vármegye múzeumainak listája település szerint.

## Salgótarján
- Nógrádi Történeti Múzeum – (Múzeum tér 2.)
- Bányamúzeum – (Zemlinszky Rezső út 1.)

## Balassagyarmat
- Palóc Múzeum – (Palóc liget 1.)
- Civitas Fortissima Múzeum – (Széchenyi utca 13.)
- Pannónia Motorkerékpár Múzeum – (Kossuth Lajos út 1.)

## Bánk
- Szlovák Tájház – (Petőfi Sándor út 94.)

## Bátonyterenye
- Salgótarjáni Kohászati Üzemek Gyártörténeti Gyűjteménye – (Kisterenye, Népkert, Gyürky–Solymossy-kastély)

## Csesztve
- Madách Imre Emlékmúzeum – (Kossuth L. utca 76.)

## Hollókő
- Falumúzeum – (Kossuth L. utca 82.)
- Hollókői Tájvédelmi Körzet Kiállítása – (Kossuth L. utca 99.)
- Postamúzeum – (Kossuth L. utca 80.)

## Horpács
- Mikszáth Kálmán Emlékház – (Kossuth L. utca 2.)

## Mohora
- Tolnay Klári Emlékház

## Pásztó
- Ciszterci Monostor – (Kolostor tér 1.)
- Oskolamester Ház – (Kolostor tér 1.)
- Romkert – (Kolostor tér 1.)

## Sóshartyán
- Falumúzeum – (Petőfi S. utca 17.)

## Szécsény
- Kubinyi Ferenc Múzeum – (Ady E. u. 7.)